# Syllepte macarealis
Syllepte macarealis là một loài bướm đêm trong họ Crambidae.